# Robert Jay Lifton
Robert Jay Lifton (New York, 16 maggio 1926) è uno psichiatra statunitense.
È conosciuto per gli studi sulle cause e sugli effetti psicologici della guerra e della violenza politica, nonché per la sua teoria della riforma del pensiero. È stato tra i primi proponenti della disciplina della psicostoria, discussa branca della scienza che esplora le cause psicologiche degli eventi storici. 

## Biografia
Lifton nasce a Brooklyn da Harold A. Lifton, uomo d'affari, e Ciel Roth in Lifton. Conclusi gli studi in Medicina alla Cornell University e al New York Medical College nel 1948, svolge il tirocinio presso l'Ospedale Ebraico di Brooklyn tra il 1948 ed il 1949, dopodiché tra il 1949 ed il 1951 approfondisce lo studio della psicologia al Downstate Medical Centre di Brooklyn. 
Tra il 1951 ed il 1953 presta servizio militare come psichiatra nell'aviazione militare americana in Giappone e in Corea. In seguito, Lifton avrebbe attribuito il proprio interesse per la guerra e la politica al periodo trascorso al fronte. 
Lifton ha insegnato alla Washington School of Psychiatry, all'Università Harvard e al John Jay College of Criminal Justice ove ha fondato il Centro di Studi della Violenza Umana (Center for the Study of Human Violence). È inoltre membro di Collegium International, un'organizzazione che promuove la sostenibilità ambientale, la giustizia sociale, la pace formata da leader con esperienze nei campi della politica, della scienza e dell'etica. 
Lifton sposa la scrittrice Betty Jean Kirschner, dalla quale ha due figli, nel 1952. Nel tempo libero si dedica al disegno a fumetti, ed ha pubblicato due volumi di fumetti sugli uccelli.

## Il Gruppo Wellfleet di psicostoria
Negli anni Sessanta Lifton, insieme al suo mentore Erik Erikson ed allo storico del MIT Bruce Mazlish, forma un gruppo per applicare le tecniche psicologiche e psicoanalitiche allo studio della storia. Il gruppo diverrà noto come Gruppo Weelfleet, poiché i suoi incontri si svolgevano presso la residenza di Lifton a Wellfleet, in Massachusetts. Le ricerche del gruppo si concentravano sulle motivazioni psicologiche della guerra, del terrorismo e del genocidio nella storia moderna. Nel 1965 l'Accademia Americana delle Arti e delle Scienze (American Academy of Arts and Sciences) finanziò la creazione della psicostoria come disciplina autonoma, e nel 1975 un volume collettaneo di lavori del gruppo fu pubblicato con il titolo Explorations in Psychohistory: The Wellfleet Papers (Esplorazioni psicostoriche: lavori di Wellfleet). Questo filone del lavoro di Lifton è stato fortemente influenzato dagli studi di Erikson su Hitler e altre figure politiche, nonché dall'interesse di Sigmund Freud verso gli effetti di alcune pulsioni profonde, in particolare l'atteggiamento nei riguardi della morte, sulle masse.

## Gli studi di Lifton

### Studi sulla guerra e sui sopravvissuti alle atrocità
È questo il filone di ricerca per cui Lifton è maggiormente noto. Gli studi sulla guerra e sui sopravvissuti alle atrocità sono contenuti nei libri Vita nella morte: I Sopravvissuti del Bombardamenti di Hiroshima e Nagasaki (Death in Life: Survivors of Atomic bombings of Hiroshima and Nagasaki, 1967); Ritorno a casa: I Veterani del Vietnam. Né Vittime né Carnefici (Vietnam Veterans; Neither Victims nor Executioners 1973); ed I Medici Nazisti. La Psicologia del Genocidio  (The Nazi Doctors: Medical Killing and the Psychology of Genocide 1986).
Gli studi sono incentrati sull'adattamento mentale operato in ambienti estremi sia dai sopravvissuti alle atrocità che dai loro perpetratori. In ogni caso, Lifton ritiene che la frammentazione psichica subita dai soggetti era una forma estrema delle patologie che possono emergere in tempi di pace, a causa delle pressioni e delle paure della società contemporanea. 
Gli studi condotti sul comportamento degli autori di crimini di guerra, commessi sia individualmente che in gruppo, concludono che se la natura umana non è necessariamente cattiva, e solo raramente uno psicopatico può prendere parte ad atrocità senza subire un durevole danno emotivo, la commissione di questi crimini non richiede una particolare cattiveria o l'esistenza di patologie menatali. Piuttosto, simili crimini possono essere realizzati in presenza di alcune condizioni, sia fortuite che programmate. Tali condizioni sono chiamate da Lifton "situazioni produttive di atrocità". 
I medici nazisti è il primo libro in cui Lifton studia come la partecipazione all'Olocausto, dai primi momenti dello Aktion T4 fino ai campi di sterminio, fu razionalizzata dai suoi esecutori. Negli studi su Hiroshima ed il Vietnam Lifton conclude che il senso di disintegrazione personale sperimentato dopo aver assistito alla morte ed alla distruzione di massa può indurre una nuova resistenza emotiva anche se, in assenza di assistenza psicologica, molti tra i sopravvissuti restarono imprigionati dai propri sentimenti di dissociazione e colpa. Nel suo lavoro con i veterani del Vietnam Lifton fu tra i primi ad organizzare sedute di terapia di gruppo, il cui gli psichiatri si incontravano con i veterani. Lifton è stato inoltre un accesso sostenitore dell'inclusione del Disturbo post-traumatico da stress nel Diagnostic and Statistical Manual of Mental Disorders.

### Il modello del controllo del pensiero
Il modello del controllo del pensiero è il secondo contributo che ha maggiormente contribuito alla notorietà di Lifton. Il modello nasce da una serie di 40 interviste che Lifton condusse ad Hong Kong su militari americani fatti prigionieri durante la Guerra di Corea, come parte della loro valutazione psichiatrica. I risultati del suo studio furono pubblicati nel 1961 nel libro Riforma del Pensiero e Psicologia del Totalismo in Cina (Thought Reform and the Psychology of Totalism: A Study of "Brainwashing" in China). Il libro è uno studio su tecniche di coercizione cui Lifton si riferisce con il nome di riforma del pensiero, adottando il termine usato dai cinesi.
, anziché come "lavaggio del cervello". La "riforma del pensiero" viene inquadrata come una tecnica più sottile del "lavaggio del cervello", perché il nemico è invisibile, ignoto.
Lifton descrisse il processo di "riforma del pensiero" come un insieme di metodi che possono essere usati per cambiare gli atteggiamenti mentali delle persone senza il loro consenso. La riforma del pensiero si fonda sulla combinazione di una coercizione proveniente dall'esterno, ed un'esortazione interiore che sfrutti i sensi di colpa e di vergogna, rinforzata dalla speranza in una guarigione terapeuta|terapeutica dell'ostaggio-malato.
Lifton suddivise il processo di riforma del pensiero in otto fasi, che possono svolgersi contemporaneamente o in sequenza:
- Controllo dell'ambiente e della comunicazione. Include il controllo delle informazioni che giungono al soggetto, e delle sue comunicazioni con l'ambiente esterno.
- Manipolazione mistica. Si riferisce alla manipolazione di esperienze che sembrano essere spontanee, ma che in realtà sono state pianificate, orchestrate e dirette dai manipolatori.
- Richiesta di purezza. I manipolatori forniscono una visione manichea della realtà, un'opposizione tra bianco e nero senza mezze misure. L'ideologia, la fede o le credenze del gruppo, sono rappresentate come l'unica fonte di purezza. I membri sono costantemente esortati a conformarvisi, e combattere per il raggiungimento della perfezione. L'ambiente esterno è considerato come impuro.
- Confessione. I peccati quali sono definiti dal gruppo sono confessati ad un mentore oppure in pubblico, al resto dei membri del gruppo.
- Scienza sacra. L'ideologia, la fede o le credenze del gruppo sono considerate la Verità Ultima, qualcosa da accettare acriticamente ed in toto. L'esternazione di dubbi è vista come una mancanza di purezza.
- Linguaggio caricato. Il gruppo interpreta espressioni o parole comuni in modi nuovi, elaborando un proprio gergo che non può essere compreso da quanti non ne fanno parte.
- La dottrina prevale sull'individuo. Le esperienze personali sono subordinate alla scienza "sacra" del gruppo. Ogni esperienza che non si conforma a tale "scienza" deve essere rinnegata, oppure reinterpretata in modo da conformarsi alle credenze del gruppo.
- Dispensazione dell'esistenza. Il gruppo gode della prerogativa di decidere chi gode del diritto all'esistenza. Inoltre, è in grado di influenzare l'esistenza dei suoi membri mediante il controllo delle loro finanze, del cibo che ricevono, delle pubblicazioni e dei mass media cui hanno accesso ecc.[2][3]

Contrariamente alle vedute popolari sul "lavaggio del cervello", Lifton ha dimostrato che gli effetti della coercizione sono temporanei, ed anche se in grado di indurre una nevrosi, in genere reversibili. Storicamente, la tecnica è stata usata dai Cinesi per porre rimedio alle deviazioni ideologiche, trovando in seguito la sua applicazione anche sui prigionieri di guerra americani. In tempi più recenti, essa può essere impiegata da nuovi movimenti religiosi aventi carattere settario. Gli autori di quest'applicazione del modello di Lifton sono gli psicologi Margaret Singer e Steven Hassan. Rispettivamente, Singer è autrice del libro Le Sette tra Noi (Cults in our Midst), mentre Hassan è autore di Mentalmente Liberi (Combating Cult Mind Control).

### Teoria del totalismo ed identità protea
Con totalismo, espressione che Lifton usa per la prima volta in Thought Reform (Riforma del Pensiero), si intendono le caratteristiche delle organizzazioni e delle correnti ideologiche che desiderano esercitare il controllo totale sul comportamento e sul pensiero umano. Il termine è diverso da totalitarianismo. Se totalitarianismo si applica a gruppi che godono del potere politico, totalismo si riferisce alle ideologie di gruppi che non godono di potere politico. Secondo Lifton, i tentativi di acquisire il controllo totale sugli individui sono sempre destinati al fallimento, tuttavia si attuano secondo uno schema comune, ed i danni psicologici che inducono negli individui e nelle società sono facilmente prevedibili.
Lifton individua due componenti comuni ai movimenti totalisti: la paura della morte e la sua negazione. La paura della morte è sublimata nella violenza esercitata verso capri espiatori, i quali sono rappresentati come una metaforica minaccia alla sopravvivenza. Il secondo componente consiste in una paura reazionaria del cambiamento sociale. 
Nel suoi lavori più recenti Lifton ha cercato di definire il tipo di cambiamento cui il totalismo si oppone, coniando il termine identità protea. Nell'omonimo libro, Lifton riscontra che lo sviluppo di una personalità fluida e dai molti lati è una tendenza positiva delle società moderne, e che la salute mentale richiede una continua esplorazione e sperimentazione personale, cui i movimenti totalisti e fondamentalisti si oppongono.

### Critiche della guerra moderna e del terrorismo
Dopo il suo lavoro sui sopravvissuti di Hiroshima, Lifton divenne un deciso oppositore delle armi nucleari, sostenendo che la strategia e la dottrina della guerra nucleare rendevano il genocidio come qualcosa di banale e di accettabile. Anche se Lifton non è strettamente parlando un pacifista, si è scagliato contro azioni militari americani quali la Guerra del Vietnam e la Guerra in Iraq, ritenendo che entrambe le azioni siano sorte dagli aspetti irrazionali ed aggressivi della politica americana, motivati dalla paura. Lifton ha inoltre criticato la Guerra al terrorismo come un maldiretto e pericoloso di distruggere ogni vulnerabilità. Lifton considera il terrorismo come una seria minaccia, resa peggiore dalla proliferazione di armi chimiche e nucleari, e dalle ideologie totaliste. Nel suo studio del 1999, Destroying the World to Save It (Distruggere il Mondo per Salvare il Mondo), Lifton descrive la setta millenarista Aum Shinrikyō come il prototipo dei movimenti terroristi globali.

## Opere
In italiano
- I medici nazisti. La psicologia del genocidio (The Nazi Doctors: Medical Killing and the Psychology of Genocide, 1986), traduzione di Libero Sosio, Collana Storica, Milano, Rizzoli, 1988, ISBN 978-88-17-33501-0. - Collana Saggi, BUR, 2003; Collana La Storia ·Le Storie (diretta da Paolo Mieli), BUR-Rizzoli, 2016, ISBN 978-88-170-8730-8.

In inglese
- Thought Reform and the Psychology of Totalism: A Study of "Brainwashing" in China, Norton (New York City), 1961. estratto gratuito del libro
- Death in Life: Survivors of Hiroshima, Random House, New York City, 1968.
- Revolutionary Immortality: Mao Tse-Tung and the Chinese Cultural Revolution, Random House, 1968.
- Birds, Words, and Birds (libro a fumetti), Random House, 1969.
- History and Human Survival: Essays on the Young and the Old, Survivors and the Dead, Peace and War, and on Contemporary Psychohistory, Random House, 1970.
- Boundaries, Canadian Broadcasting Corporation (Toronto), 1969, pubblicato con il titolo di Boundaries: Psychological Man in Revolution, Random House, 1970.
- Home from the War: Vietnam Veterans—Neither Victims nor Executioners, Simon & Schuster, New York City, 1973.
- (con Eric Olson) Living and Dying, Praeger, 1974.
- The Life of the Self: Toward a New Psychology, Simon & Schuster, 1976.
- Psychobirds, Countryman Press, 1978.
- (con Shuichi Kato e Michael Reich) Six Lives/Six Deaths: Portraits from Modern Japan (pubblicato in giapponese con il titolo di Nihonjin no shiseikan, 1977), Yale University Press, New Haven, CT, 1979.
- The Broken Connection: On Death and the Continuity of Life, Simon & Schuster, 1979.
- (con Richard A. Falk) Indefensible Weapons: The Political and Psychological Case against Nuclearism, Basic Books New York City, 1982.
- The Future of Immortality and Other Essays for a Nuclear Age, Basic Books, 1987.
- (con Eric Markusen) The Genocidal Mentality: Nazi Holocaust and Nuclear Threat, Basic Books, 1990.
- The Protean Self: Human Resilience in an Age of Fragmentation, Basic Books, 1993.
- (con Greg Mitchell) Hiroshima in America: Fifty Years of Denial, Putnam's, New York City, 1995.
- Destroying the World to Save It: Aum Shinrikyo, Apocalyptic Violence, and the New Global Terrorism, Owl Books, 2000.
- (con Greg Mitchell) Who Owns Death? Capital Punishment, the American Conscience, and the End of Executions, Morrow, 2000.
- Superpower Syndrome: America's Apocalyptic Confrontation With the World, Nation Books, 2003.

## Curatele
- (EN) The Woman in America, Boston, Houghton, 1965.
- (EN) America and the Asian Revolutions, Trans-Action Books, 1970; second edition, 1973.
- (EN) (con Richard A. Falk e Gabriel Kolko), Crimes of War: A Legal, Political-Documentary, and Psychological Inquiry into the Responsibilities of Leaders, Citizens, and Soldiers for Criminal Acts of War, New York, Random House, 1971.
- (EN) (con Eric Olson), Explorations in Psychohistory: The Wellfleet Papers, New York, Simon & Schuster, 1975.
- (EN) (con Eric Chivian, Susanna Chivian, e John E. Mack), Last Aid: The Medical Dimensions of Nuclear War, W. H. Freeman, 1982.
- (EN) (con Nicholas Humphrey), In a Dark Time: Images for Survival, Harvard University Press, 1984.